# Jászfényszarui-erdő
Jászfényszarui-erdő este o arie protejată (arie specială de conservare — SAC, sit de importanță comunitară — SCI) din Ungaria întinsă pe o suprafață de 29,45 ha, integral pe uscat.

## Localizare
Centrul sitului Jászfényszarui-erdő este situat la coordonatele 47°34′10″N 19°42′02″E / 47.569444°N 19.700556°E.

## Înființare
Situl Jászfényszarui-erdő a fost declarat sit de importanță comunitară în mai 2004 pentru a proteja 3 specii de animale. Situl a fost protejat și ca arie specială de conservare în februarie 2010.

## Biodiversitate
Situată în ecoregiunea panonică, aria protejată conține 1 habitat natural: Păduri mixte riverane de Quercus robur, Ulmus laevis și Ulmus minor, Fraxinus excelsior sau Fraxinus angustifolia, de-a lungul marilor râuri (Ulmenion minoris).
La baza desemnării sitului se află mai multe specii protejate de  nevertebrate (3): croitorul mare al stejarului (Cerambyx cerdo), Cucujus cinnaberinus, rădașcă (Lucanus cervus).